# Pre Ordained
Pre Ordained es un bootleg recopilatorio de la banda británica Queen. El CD fue publicado originalmente en 1996 por MP Records.
El álbum contiene grabaciones de estudio por el grupo desde 1969 hasta 1977. Casi la mitad de las canciones habían sido publicadas como lados A y lados B de sencillos (incluyendo dos canciones en solitario por el vocalista Freddie Mercury), pero se mantenían inéditas en los álbumes en ese momento.

## Selección de canciones
La mayoría de las canciones que aparecieron en el álbum eran consideradas como rarezas en esos tiempos. Ellos incluyeron canciones que sólo habían sido publicadas como sencillos, tales como "Earth". Dos canciones del sencillo en solitario por el vocalista principal Freddie Mercury, publicadas bajo el seudónimo de Larry Lurex.
"Mad the Swine", que había estado disponible en la reedición de Hollywood Records del álbum debut homónimo de la banda, fue incluido.

## Lista de canciones
| Lista de canciones de Pre Ordained |                              |               |          |  |
| N.º                                | Título                       | Artista       | Duración |  |
| 1.                                 | «I Can Hear Music»           | Larry Lurex   | 3:25     |  |
| 2.                                 | «Heart Be Still»             | Peter Straker | 4:07     |  |
| 3.                                 | «The Day the Talkies Came»   | Peter Straker | 5:02     |  |
| 4.                                 | «Goin' Back»                 | Larry Lurex   | 3:32     |  |
| 5.                                 | «I've Been to Hell and Back» | Peter Straker | 2:47     |  |
| 6.                                 | «Tear Down the Walls»        | Peter Straker | 4:46     |  |
| 7.                                 | «Vamp»                       | Peter Straker | 5:22     |  |
| 8.                                 | «April Lady»                 | Smile         | 2:41     |  |
| 9.                                 | «Black Swan»                 | Peter Straker | 5:01     |  |
| 10.                                | «Mad the Swine»              | Queen         | 3:22     |  |
| 11.                                | «Earth»                      | Smile         | 3:59     |  |
| 12.                                | «Step on Me»                 | Smile         | 3:09     |  |
| 13.                                | «Polar Bear»                 | Smile         | 3:53     |  |
| 14.                                | «Blag»                       | Smile         | 3:12     |  |